# Кеслерово
Кеслерово — село в Крымском районе Краснодарского края.
Входит в состав Кеслеровского сельского поселения.

## География
Стоит на реке Псиф, а так же на одноименном канале.

### Улицы
- ул. Гастелло,
- ул. Гоголя,
- ул. Октябрьская,
- ул. Первомайская,
- ул. Прикубанская,
- ул. Пролетарская,
- ул. Пушкина,
- ул. Советская.

## Население
| 1999 | 2002 | 2010  |
| ---- | ---- | ----- |
| 992  | ↘953 | ↗1036 |

### Известные люди
- Будеев, Дмитрий Иванович (1918 — ?) — Герой Социалистического Труда.